# 사모기티아

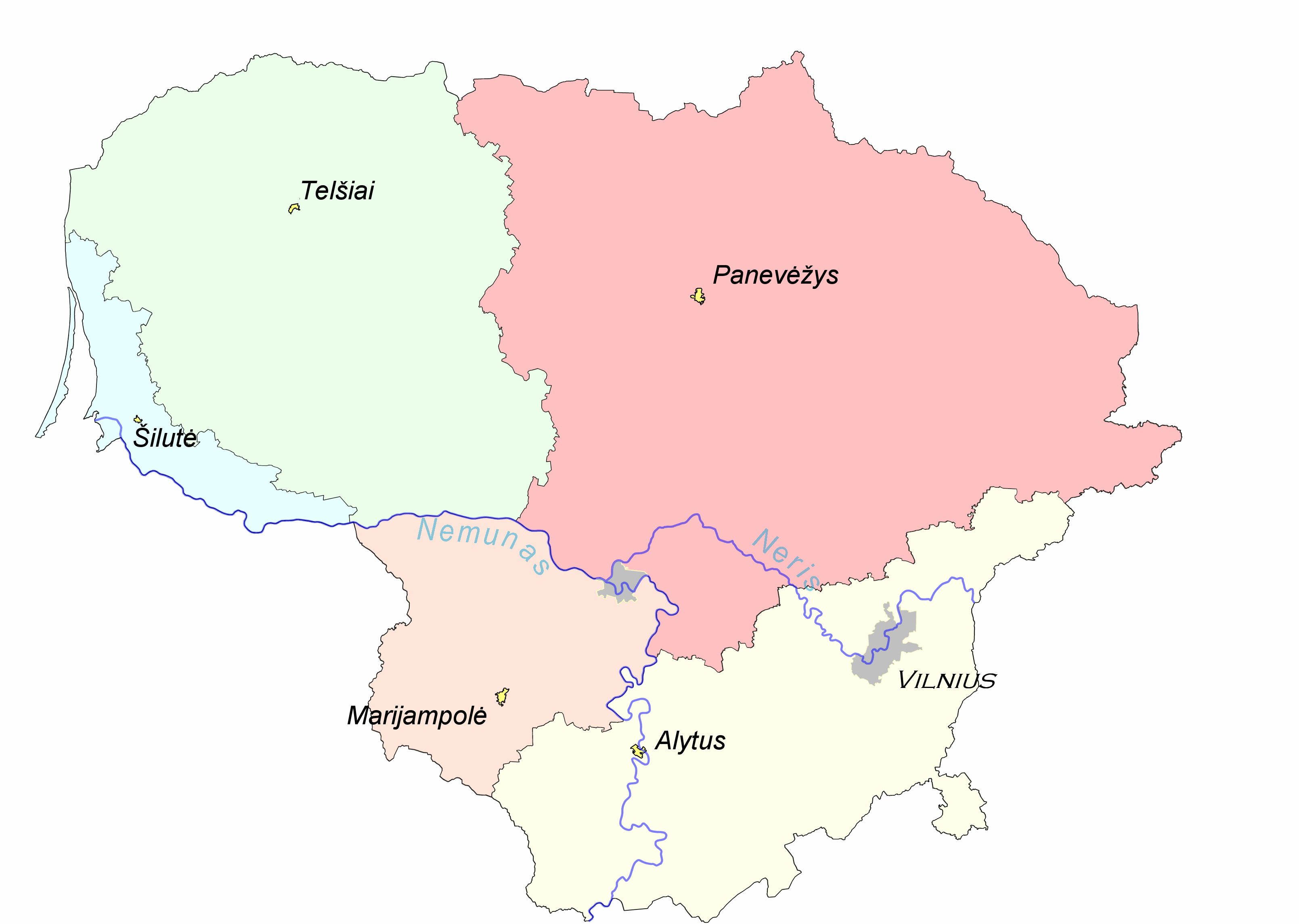
리투아니아를 형성하는 문화기술적인 지방 (초록색으로 표시된 지방이 사모기티아)

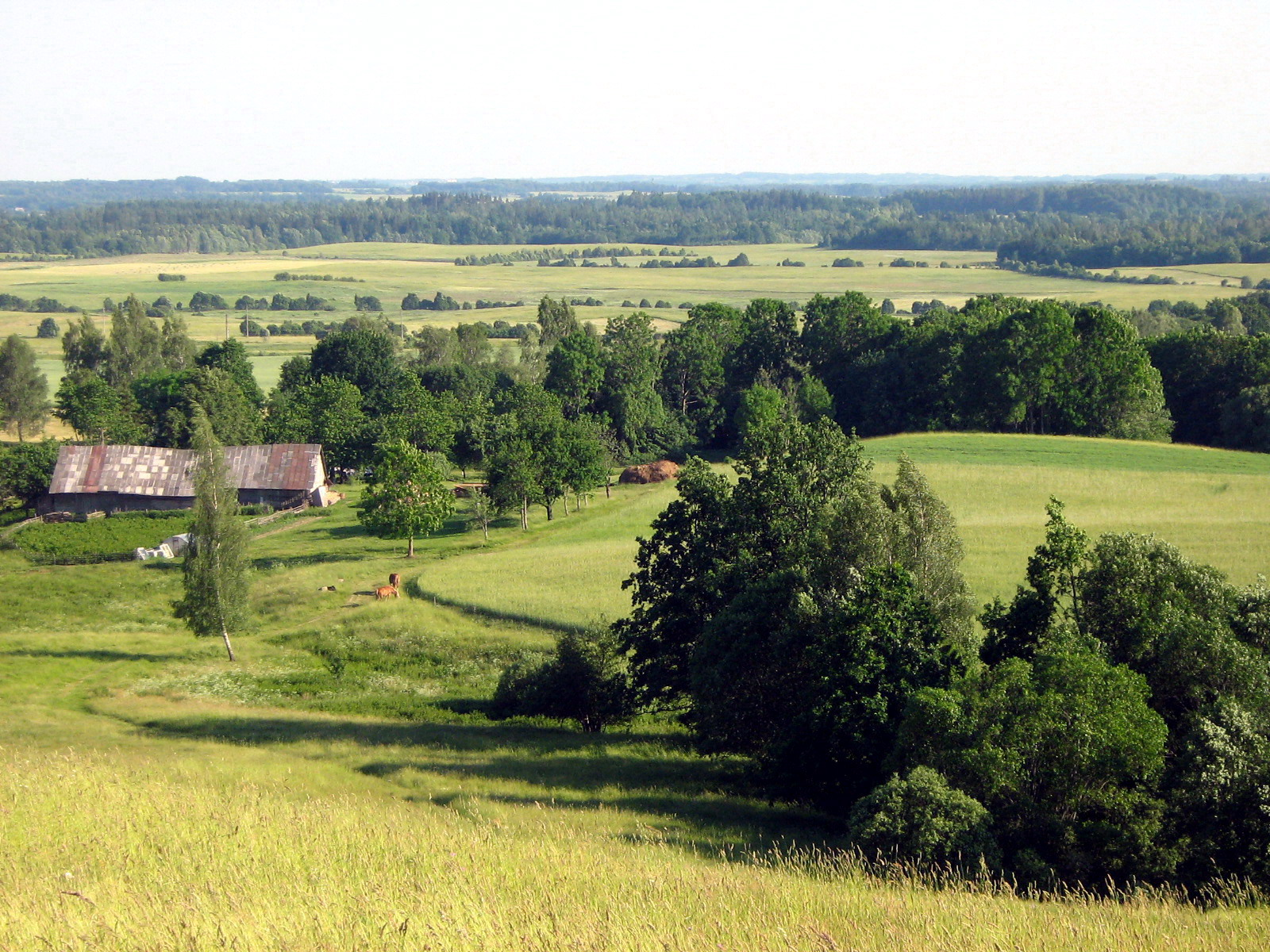
사모기티아의 풍경

사모기티아(라틴어: Samogitia, 리투아니아어: Žemaitija 제마이티야, 사모기티아어: Žemaitėjė 제마이테예)는 리투아니아를 형성하는 5개의 문화기술적인 지방 가운데 하나이다. 현재의 리투아니아 북서부에 위치하며 지방에서 가장 큰 도시는 샤울랴이, 중심 도시는 텔샤이이다. 이 지방에서는 사모기티아어가 폭넓게 쓰이고 있으며 오랜 시간에 걸쳐 독자적인 문화가 발달했다.

사모기티아의 문장

## 같이 보기
- 아욱슈타이티야